# Válvula de camisa

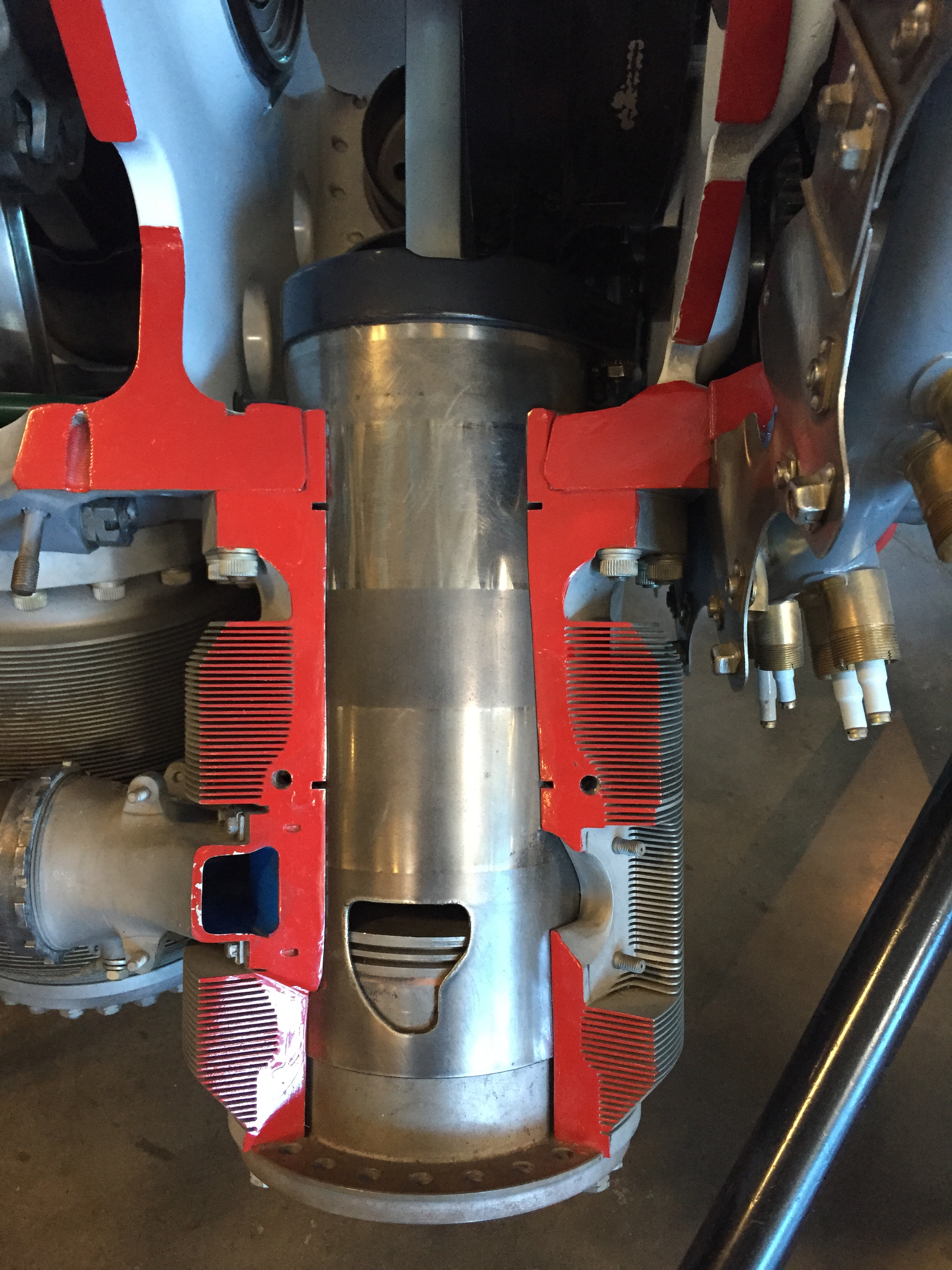
Vista de cerca de una válvula de camisa en un pistón.

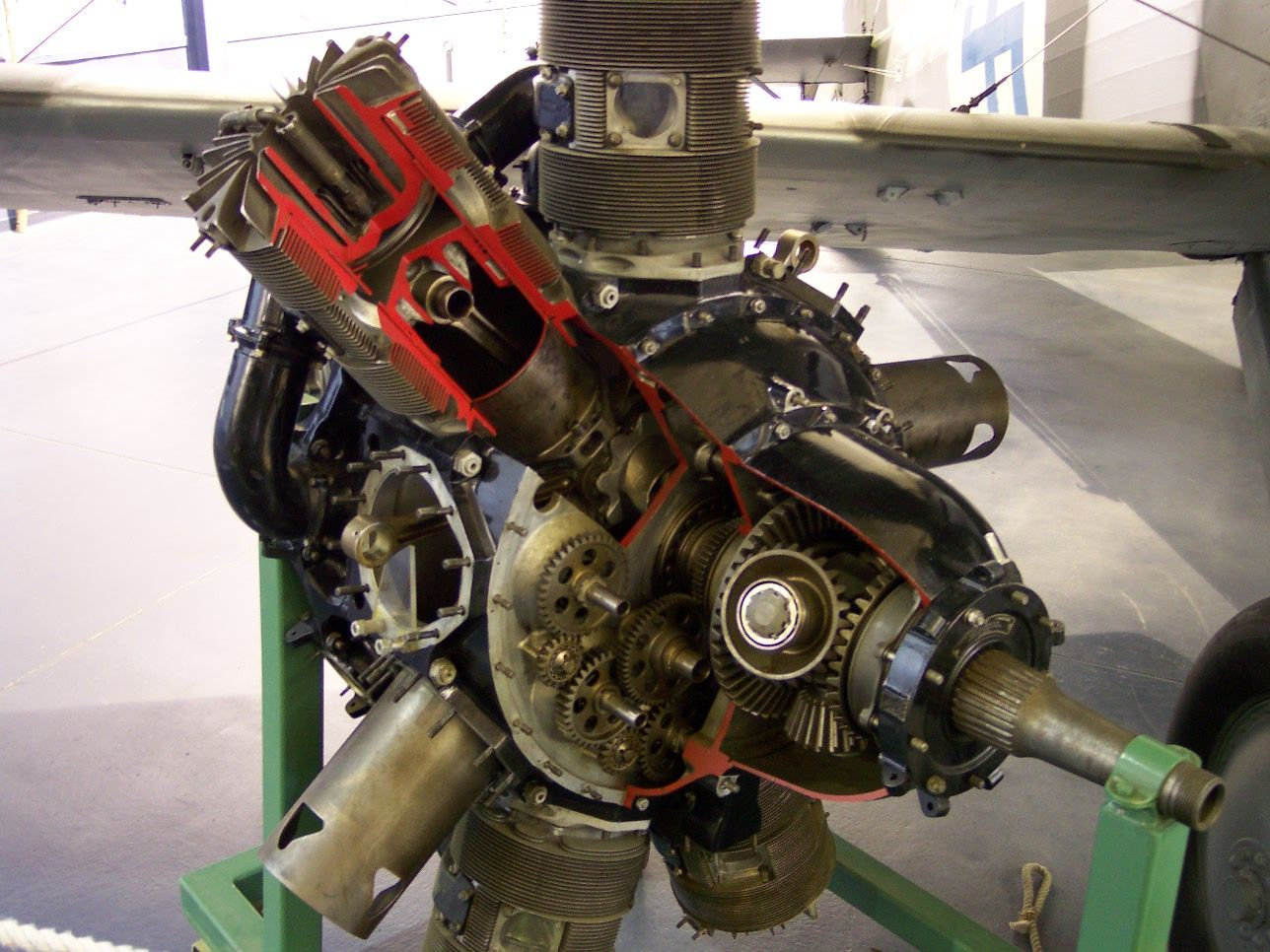
Motor radial aeronáutico Bristol Perseus, seccionado mostrando sus componentes; son claramente visibles las válvulas de camisa.

La válvula de manga, válvula de camisa, o más correctamente válvula de camisa corredera, es un tipo de mecanismo de válvula para motores de pistones, distinto de la más común válvula de asiento.
Tuvieron algún uso en autos de lujo y deportivos en el período previo a la Segunda Guerra Mundial. Los automóviles y camiones livianos de Willys-Knight; los autos de lujo de la Daimler británica, las francesas Avions Voisin, Panhard y Peugeot, y la belga Minerva, también usaron el sistema de doble manga Willys-Knight.
Hay dos tipos básicos de válvula de camisa corredera: el sistema de C. Y. Knight, que fue el que se patentó primero, con dos camisas concéntricas con movimiento alternativo desfasado, movidas por bieletas, que descubren y tapan las lumbreras de admisión y escape, y el sistema desarrollado independientemente por los ingenieros J. H. K. McCollum y P. Burt, que lo patentaron con poco tiempo de diferencia, y que tiene una única camisa que realiza un movimiento combinado de ascenso-descenso y giro parcial, mediante un dispositivo situado en su base, sistema mucho más eficiente, capaz de alcanzar altas rpm, y con un consumo de aceite lubricante y emisión de humos mucho menores que los motores sistema Knight. El sistema de J. McCollum necesitaba muchas mejoras para ser viable, pero al haberse patentado con antelación al de P. Burt, la compañía escocesa Argyll, pionera en el desarrollo de estos motores SSV (por sus siglas en inglés: Single Sleeve-Valve), prefirió adquirir ambas patentes. Argyll construyó los primeros prototipos de motores con este tipo de distribución hacia 1909, y la presentación oficial de su automóvil modelo 25/50 que llevaba un motor con distribución por camisa corredera única tuvo lugar en octubre de 1911.
Este tipo de motores alternativos se dejó de usar paulatinamente (los motores sistema Knight, antes aun) debido a los avances en los combustibles y la tecnología de las válvulas de asiento (refrigeradas por sodio), y por su tendencia a quemar cantidades considerables de aceite, o a agarrotarse debido a la falta de él. El sistema de corredera única Burt-McCollum, mucho más simple y eficiente, tras un extenso desarrollo tuvo un uso considerable en motores de avión de los 1940, como el Napier Sabre, el Bristol Hercules y el Centaurus, solo superados por los motores de reacción.

## Descripción
Una válvula de camisa corredera consiste en una o más camisas mecanizadas con agujeros o lumbreras en posición adecuada, que se ubican entre el pistón y la pared del cilindro, donde rotan y/o se deslizan para hacer coincidir sus agujeros con las lumbreras de admisión y escape del cilindro en el momento apropiado del ciclo del motor (ver ciclo Otto).

### Tipos de válvulas de camisa

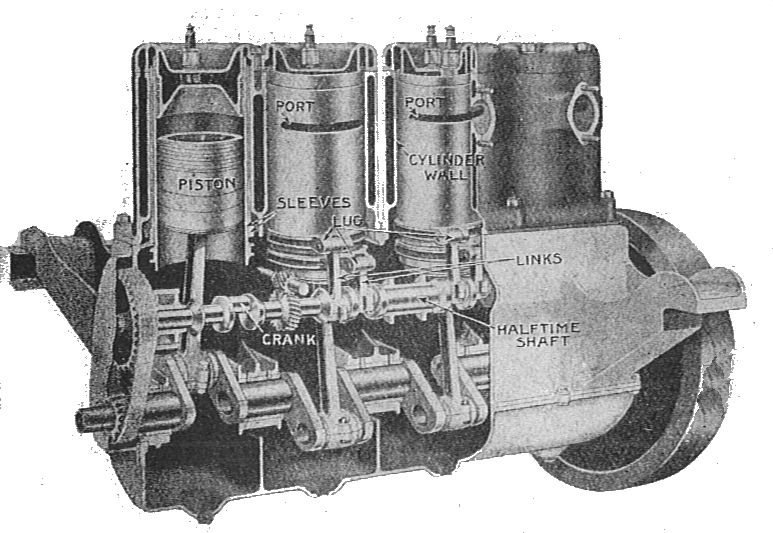
Un motor de 4 cilindros de automóvil de 1919, seccionado en los cilindros para mostrar las válvulas de camisa Knight.

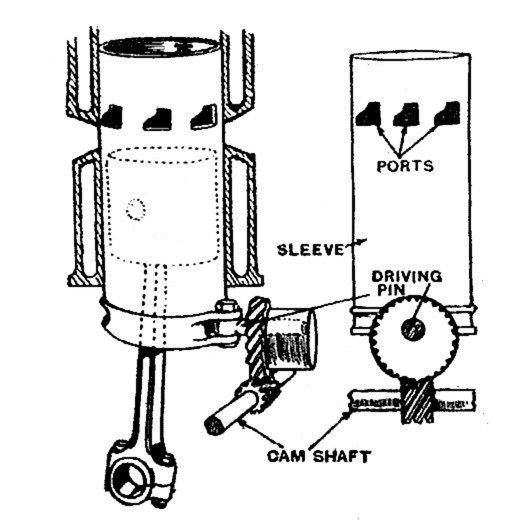
Válvula de camisa simple Argyll.

La primera válvula de corredera exitosa fue patentada por Charles Yale Knight, consistía en dos camisas concéntricas que subían y bajaban alternativamente, descubriendo o tapando las lumbreras de admisión y escape, movidas por unas bieletas, deslizándose una camisa dentro de la otra. Se usó en algunos automóviles de lujo, pero tenían un alto consumo de aceite, que mejoraba con el uso, al depositarse carbonilla en las camisas, lo que mejoraba la estanqueidad.
La válvula de camisa corredera de Burt-McCollum, utilizada por la empresa escocesa Argyll para sus vehículos, y más tarde adoptada por la Bristol para sus motores radiales de aviación, era una sola camisa que giraba sincronizada con un eje colocado a 90° del eje del cilindro. La válvula Burt-McCollum era mecánicamente más simple y robusta, y tenía la ventaja adicional de consumir menos aceite (comparada con otros diseños de válvulas de camisa), conservando al mismo tiempo la relación entre la cámara de combustión y las lumbreras del sistema del motor Knight.
Un pequeño número de diseños utilizaban una camisa en la culata de cilindro, en lugar de hacerlo en el cuerpo del cilindro, dando un perfil más "clásico" comparado con los motores con válvulas de asiento tradicionales. Este diseño tenía la ventaja de no contener el pistón en el interior de la válvula, aunque en los hechos parece haber tenido poco valor práctico. Como desventaja, este sistema limita el tamaño de las lumbreras de la culata, mientras que las válvulas de camisa ubicadas en el cilindro pueden tener aberturas de tamaño mucho mayor.

## Ventajas y desventajas

### Ventajas
Las principales ventajas de los motores con válvulas de camisa son:
- Incremento en la eficiencia volumétrica debido a la gran apertura de las lumbreras de entrada, sir Harry Ricardo demostró también una mayor eficiencia mecánica. Una ventaja adicional es la de que el tamaño de las lumbreras admite fácilmente diversas variaciones de diseño. Esto es importante cuando el motor funciona en un amplio rango de RPM, ya que la velocidad a la que el aire pueda entrar y salir del cilindro se define por el tamaño del conducto que conduce al cilindro y varía según el cubo de las RPM. En otras palabras, a mayor RPM del motor, normalmente se requiere que las lumbreras tengan una mayor apertura, algo que es bastante fácil de obtener con las válvulas de camisa corredera, pero difícil en un sistema de válvulas de asiento.

- La válvula de camisa única ofrece un buen barrido de los gases de escape y una turbulencia controlada para la mezcla aire/combustible entrante. Cuando la lumbrera de admisión se abre, la mezcla aire/combustible puede entrar tangencialmente al cilindro. Esto ayuda al barrido cuando se usa el solapamiento de las lumbreras de escape y admisión (ver Cruce de válvulas) y se requiere un amplio rango de rpm, mientras que el barrido en el sistema de válvulas de asiento puede diluir la mezcla aire/combustible entrante, siendo más dependiente de la velocidad (confiando principalmente en el ajuste de la resonancia del sistema escape/admisión para mantener separados las dos columnas de fluidos, la de la mezcla fresca y la de los gases quemados). La mayor libertad en el diseño de la cámara de combustión (con unas pocas restricciones, además de la situación de la bujía) implica que el torbellino de la mezcla combustible/aire en el PMS puede controlarse más para permitir una mejora en el encendido y en la propagación de la llama, extremo demostrado por Ricardo, lo que permite al menos una unidad más en la relación de compresión con respecto al sistema de válvulas de asiento, sin que se produzca detonación.

- La cámara de combustión que forman las camisas al final de la carrera del pistón es ideal para una combustión de la carga completa y libre de detonación, ya que no tiene que lidiar con una cámara de combustión con forma compleja y una válvula de escape (de asiento) muy caliente.

- En el sistema de válvulas de camisa no hay muelles, por lo tanto, la potencia necesaria para accionar las válvulas se mantiene constante con las RPM del motor, lo que permite el funcionamiento a altas velocidad sin penalizaciones en consumo de potencia. Un problema con los motores de alta velocidad que utilizan las válvulas de asiento es que a medida que aumenta la velocidad del motor, debe aumentar también la velocidad a la que se mueven las válvulas. Esto a su vez aumenta las cargas debidas a la inercia de la válvula, que tienen que abrirse rápidamente, detenerse, invertir la dirección de movimiento, cerrarse y luego detenerse otra vez. Las válvulas grandes que permiten un buen flujo de aire tienen una masa considerable y precisan muelles fuertes para superar la inercia en la apertura. En algún punto, el resorte de la válvula alcanza su frecuencia de resonancia, produciéndose una onda de compresión que oscila dentro del resorte, que a su vez hace que en la práctica ese muelle sea más débil y, por lo tanto, incapaz de cerrar adecuadamente la válvula. Esta "flotación de válvulas" puede acabar en que la válvula no se cierre con la rapidez necesaria siguiendo el perfil de la leva, y puede chocar contra la parte superior del pistón que está en ascenso. Además, en un diseño de válvulas de corredera, no hacen falta el árbol de levas, las varillas de empuje, los balancines y los taqués; habitualmente las válvulas de camisa corredera las mueve un solo engranaje conectado al cigüeñal. Para un motor aeronáutico, esto implica una deseable reducción en peso y complejidad.

- Otra ventaja en los primeros motores de automóvil (el motor Knight) era su duración. Antes de la llegada de las gasolinas con plomo, los primeros motores con válvulas de asiento necesitaban que se rectificasen las válvulas y sus asientos cada 3000 a 8000 km de servicio. Las válvulas de camisa no sufren el desgaste causado por el impacto repetido de la válvula contra su asiento, también sufren menos acumulación de calor intenso, debido a su mayor área de contacto con otras grandes superficies de metal. En el motor Knight, en el uso práctico la acumulación de carbonilla contribuyó a mejorar la estanqueidad de las válvulas de camisa, se decía que "mejoraban con el uso", en contraste con los motores de válvulas de asiento que pierden compresión y potencia cuando las válvulas se desgastan. Debido al continuo movimiento de las camisas (tipo Burt-McCollum), los puntos de mayor desgaste relacionados con la mala lubricación en el PMI/PMS desaparecen, aumentando la duración de los cilindros y los segmentos de los pistones, en los motores de aviación que usaron este sistema, era necesario cambiar las camisas correderas sobre las 4000 h de funcionamiento, produciéndose desgaste sobre todo en la parte superior de la camisa. LJK Setright, en su libro "Some unusual engines", afirma que el tiempo entre desmontajes (Overhaul en inglés) para revisión de los motores Bristol de aviación con distribución por camisa corredera única llegaba a las 3000 horas, inimaginable con otros tipos de motores alternativos.

- Otra gran ventaja es el hecho que no precisan que las válvulas estén en la culata, permitiendo así colocar la bujía en la mejor posición para lograr un encendido más eficiente de la mezcla aire/combustible. En los motores muy grandes, donde la velocidad de propagación del frente de la llama limita tanto la velocidad de giro como el tamaño del cilindro, la turbulencia inducida por las lumbreras y descrita por sir H. Ricardo puede ser una ventaja adicional.

La mayoría de estas ventajas fueron evaluadas y establecidas durante la década de 1920 por sir Harry Ricardo, posiblemente el mayor defensor del motor con válvulas de camisa corredera. Reconoció, sin embargo, que algunas de estas ventajas fueron significativamente superadas con las mejoras en los combustibles antes y durante la Segunda Guerra Mundial, y con la introducción para la zona de escape de las válvulas de asiento refrigeradas por sodio en los motores de aviación de alta potencia.

### Desventajas
La principal desventaja de las válvulas de camisa es que es difícil conseguir una estanqueidad perfecta. En un motor con válvulas de asiento, el pistón lleva segmentos (a menudo 3, pero puede llegar a 8) los cuales forman un cierre con el cuerpo del cilindro. Durante el ablande del motor (proceso que se denomina también como "rodaje" o "asentado"), cualquier imperfección entre un componente raspa contra el otro, resultando en un buen ajuste. Este tipo de ablande o rodaje no es posible en un motor con válvulas de camisa debido a que el pistón y la camisa se mueven en diferentes direcciones, y en algunos sistemas incluso rotan en diferentes direcciones, en relación de uno con el otro. A diferencia de un motor tradicional, las imperfecciones del pistón no se mueven siguiendo el mismo "camino" en la camisa. En la década de 1940 esto no era una preocupación importante porque la válvula de asiento de ese entonces se desgastaba más de lo que lo hacen hoy en día, de modo que el consumo de aceite fue deficiente en ambos casos.
El problema de consumo de aceite asociado al motor Knight de doble camisa fue solucionado con el sistema de válvula Burt-McCollum de una sola camisa, perfeccionado por Bristol. En el PMS, la única camisa del sistema rota en relación con el pistón. Esto previene el desgaste por problema de lubricación en los límites, como el producido por los segmentos en los PMI y PMS. El límite del Bristol Hercules fue establecido en 5000 h con el acelerador abierto al máximo. Una desventaja intrínseca puede ser que el pistón en su recorrido tapa parcialmente las lumbreras, haciendo más difícil el intercambio de gases durante el cruce de válvulas habitual en los motores rápidos modernos. El ingeniero alemán Max Bentele, que estudió un motor de aviación inglés capturado durante la 2.ª GM, encontraba poco práctico que el motor tuviese más de 100 engranajes.

## Historia

### Charles Yale Knight
En 1901 Knight (un impresor y editor de diarios) compró un automóvil Knox de tres ruedas con un motor monocilíndrico enfriado por aire, pero le molestaban sus ruidosas válvulas. Pensó que podía diseñar un mejor motor, y lo hizo, inventando su principio de doble camisa en 1904. Respaldado por el empresario de Chicago L.B. Kilbourne, se construyeron varios motores, seguido por el automóvil de turismo "Silent Knight" ("Knight silencioso", pero "Knight" quiere decir caballero, por lo que también es Caballero Silencioso) que se exhibió en la Exposición del Automóvil de Chicago de 1906.
El diseño de Knight tenía dos camisas de hierro fundido por cilindro, una desplazándose dentro de la otra, con el pistón dentro de la camisa interior. Las camisas eran operadas por bielas pequeñas colocadas en un eje excéntrico. Las lumbreras estaban caladas en las camisas en la parte superior. El diseño era notablemente simple, y las válvulas de camisa necesitaban poca atención. Sin embargo, era más caro de fabricar debido a la precisión necesaria requerida en las superficies de las camisas. También consumía más aceite, y era más difícil de arrancar en tiempo frío.
A pesar de que inicialmente no pudo vender su motor Knight en Estados Unidos, un viaje a Europa garantizó que varias firmas fabricantes de automóviles de lujo estuvieran dispuestas a pagar sus altos precios. Knight difundió su diseño en Gran Bretaña en 1908. Como parte de los acuerdos por las licencias, se debía incluir 'Knight' en el nombre del automóvil.
Entre las compañías que usaron la tecnología de Knight están Gabriel Voisin (y sus automóviles Avions Voisin, p. ej. el prototipo de carreras "Laboratoire"), Daimler (en su "Doble Seis V-12", 1909-1930), Panhard (1911-39), Mercedes (1909-24), Willys (como el Willys-Knight, más el asociado Falcon-Knight), Stearns, Mors, Peugeot y la compañía belga Minerva, una treintena de empresas en total. Itala también experimentó con las válvulas de camisa.
Al regreso de Knight a Estados Unidos consiguió que algunas empresas utilizasen su diseño, siendo su marca "Silent Knight" (1905-1907). El argumento de venta era que sus motores eran más silenciosos que los de válvulas convencionales. La más conocida fue la compañía F.B. Stearns de Cleveland, la cual vendió un automóvil llamado Stearns-Knight, y la firma Willys, que ofrecía un automóvil denominado Willys-Knight, y fue el que se produjo en un número mucho mayor que cualquier otro automóvil con válvulas de camisa.

### Burt-McCollum
La distribución sistema Burt-McCollum consistía en una sola camisa que combinaba el movimiento vertical con un giro parcial. La patentaron con escasa diferencia de tiempo los ingenieros Peter Burt y James McCollum, cuyas patentes pasaron a ser propiedad de la empresa escocesa Argyll, que desarrolló el concepto en 1909 e instaló un motor de este tipo en un automóvil en 1911. La empresa escocesa Argyll se fundó en 1900, con una inversión de 15 000 libras, y la imponente fábrica que se construyó en 1906 les supuso un desembolso de 500 000 libras, pero los costes del pleito con los titulares de las patentes Knight hacia 1909 se calcula que ascendieron a 50 000 libras, lo que puso a la empresa en serios aprietos. Piccard-Pictet (Pic-Pic) construyó automóviles con el sistema de Válvula Corredera con patente Argyll, y una patente propia (GB118407), Louis Chevrolet y otros constituyeron una sociedad en EE. UU. con la intención de producir un automóvil de lujo con un motor de 6 cilindros en línea y este sistema de distribución, Frontenac Motors. El mayor éxito del sistema de distribución Burt-McCollum fue en los grandes motores aeronáuticos de Bristol, y también se utilizó en otros motores de aviación, Napier Sabre y Rolls-Royce Eagle. El sistema de válvula simple también solucionaba el alto consumo de aceite asociado a la camisa doble de Knight, publicaciones de la época atribuían a los automóviles Argyll una economía en gasto de aceite de 1000 mpg —millas por galón imperial— (2,8 l/1000 km), y M. Hewland aseguró hacia 1974 que sus prototipos llegaron a tener un consumo de aceite lubricante la mitad del de los motores de válvulas convencionales de su época.
Se desarrollaron varios motores de aviación con válvula de camisa corredera tras la publicación de un artículo fundamental de investigación en 1927, escrito por Harry Ricardo de la RAE. Este documento describe las ventajas de la válvula de camisa, y sugería que los motores de válvulas de asiento no eran capaces de superar los 1.500 hp (1.100 kW). Napier y Bristol comenzaron sus desarrollos de motores con válvulas de camisa que culminaron en dos de los motores de pistones alternativos más potentes del mundo, el Napier Sabre y el Bristol Centaurus.
En cierta forma, el más potente de todos los motores de válvula de camisa (que nunca entró en producción) fue el Rolls Royce Crecy, un motor aeronáutico V12 (extrañamente con una V a 90°) de dos tiempos con inyección directa, turbocomprimido y 26,1 l de capacidad. Alcanzaba una potencia específica muy alta, y sorprendentemente un muy buen consumo específico. En 1945 el motor de pruebas (el E65) producía el equivalente de 5000 hp (192 hp al freno por litro) con inyección de agua, aunque el V12 completo probablemente tenía una potencia inicial nominal cercana a los 2500 hp (1900 kW). Sir Harry Ricardo, que especificó el diseño y los objetivos de diseño, se sentía constantemente frustrado durante la guerra con los esfuerzos de Rolls Royce, y de acuerdo con Tizard aceptaron finalmente que si no se asignaba en forma específica a un avión, el desarrollo no recibiría la atención que merecía. Hives y Rolls Royce se centraron en el Merlin, el Griffon y el Eagle y más tarde en las turbinas de Whittle, quienes tenían unos objetivos de producción bien definidos. El concepto original del 'Spitfire con esteroides' para un interceptor de rápido ascenso con un motor Crecy de bajo peso, para 1945 se había convertido en un avión sin aplicaciones. Para evitar tener que pagar derechos por las patentes de Bristol, Pratt & Whitney desarrolló en esa época un sistema propio de fabricación y de mecanismo de movimiento de las camisas-corredera, que tenía la ventaja de permitir unas lumbreras de admisión y escape de mayor tamaño (Pat US 2319546).
Después de la Segunda Guerra Mundial la válvula de camisa dejó de usarse (una empresa francesa -SNECMA- produjo este tipo de motor con licencia de Bristol, que instalaron en el avión Noratlas; la española CASA montó motores Bristol-SNECMA con este sistema en alguno de sus aviones de transporte), tras solucionarse los problemas anteriores de las válvulas de asiento en estanqueidad y desgaste con el uso de mejores materiales. Los problemas de inercia en las válvulas grandes se redujeron al usar en su lugar varias válvulas pequeñas, que proporcionan un mayor flujo con una menor masa, y la detonación inducida por la válvula de escape caliente se mitigó con la mejora en las gasolinas y las válvulas refrigeradas por sodio. Hasta entonces, la válvula de camisa simple superaba a la válvula de asiento en términos de potencia específica (potencia/desplazamiento). La dificultad para endurecer por nitruración cuando se finalizaba la rectificación de la válvula de camisa pudo ser un factor de su falta de aplicaciones comerciales; algún autor apunta que el tiempo entre desmontajes totales —Overhaul  time— para revisión en los motores de aviación con este sistema de distribución, de 3000 horas, y sobre todo la duración de la camisa, igual, eran aceptables en aviación, pero problemáticos para otros usos comerciales.

### Piccard-Pictet
La empresa suiza Piccard-Pictet patentó en 1917 (GB118407) un sistema de distribución por válvula de camisa corredera única, que a diferencia del sistema Burt-McCollum de Argyll, Bristol y otros, que tenían un movimiento oscilante y de arriba a bajo, sólo giraba, descubriendo las lumbreras de admisión y escape.

## Uso moderno

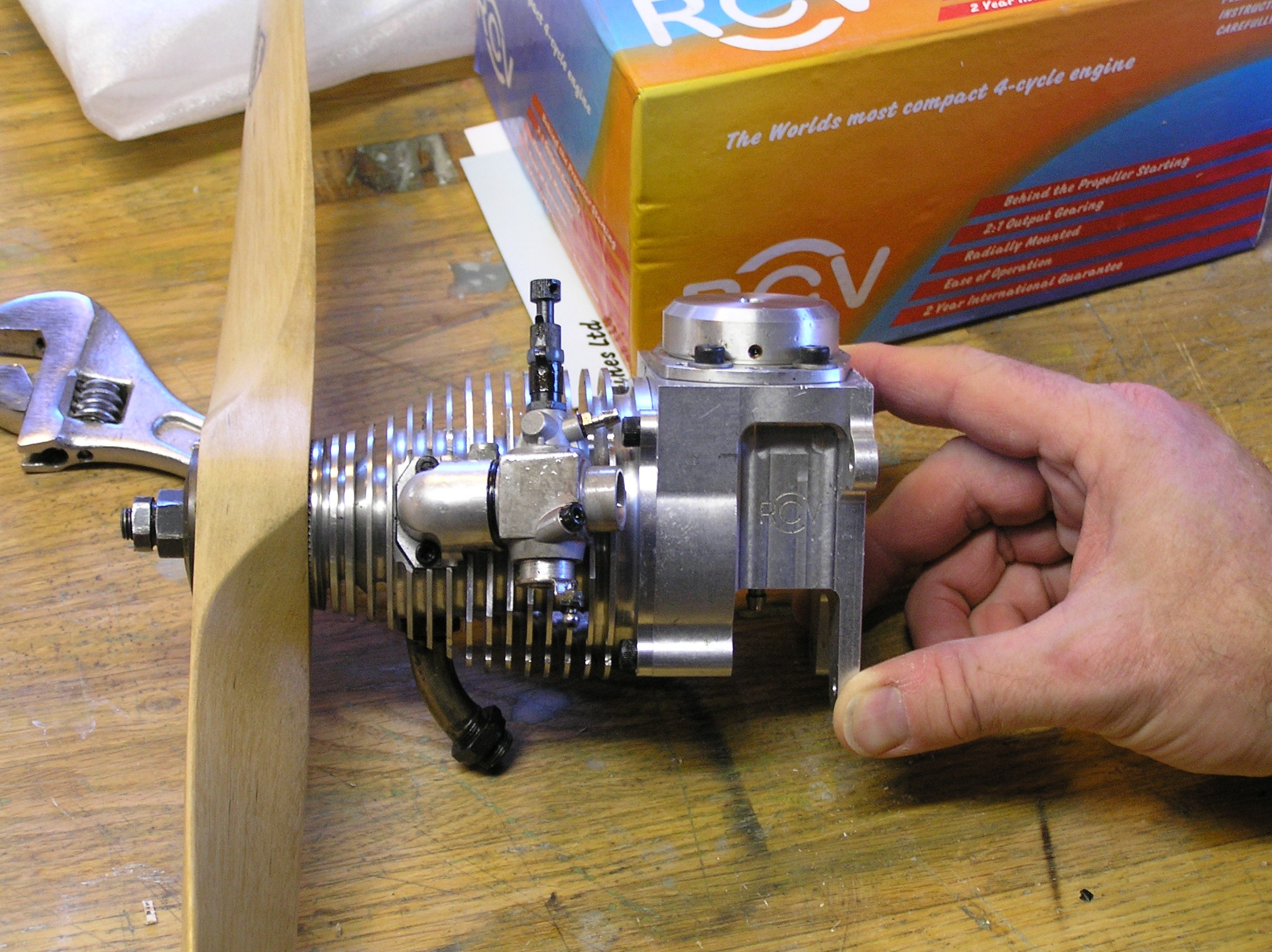
Un motor modelo RCV serie "SP" con 20 cm^{3} de cilindrada con válvulas de manguito.

La válvula de camisa ha empezado a reaparecer tímidamente, debido a los modernos materiales y a las tolerancias muy estrictas que alcanza hoy la ingeniería, y a las técnicas de fabricación, que permiten producir válvulas de camisa con muy pocas pérdidas de aceite. Sin embargo, las investigaciones en motores más avanzados se concentran en mejorar los diseños de motores de combustión interna totalmente diferentes, como el Wankel.
Se sabe que Mike Hewland y quizás Keith Duckworth (del motor de F1 Cosworth) experimentaron con un motor de pruebas monocilíndrico con válvula de camisa simple, cuando buscaban un sustituto para el Cosworth DFV. Ford habría evaluado este tipo de motor hacia 1959, y también lo habría hecho alguna vez GM. Hewland afirmó haber obtenido 72 cv (54 kW) en un motor monocilíndrico de 500 cc, con un par motor de 64,41 Nm (6,56 kgm), capaz de superar las 10 000 rpm y con un consumo específico de combustible en una versión económica de 177 g/CV/h y 204 g/CV/h en la de competición; el motor era capaz de funcionar con creosota, no precisaba lubricación específica para la camisa, siendo suficiente el barboteo procedente del resto, y también refiere que la temperatura máxima medida dentro del cilindro no superó los 150 °C, para una temperatura en la camisa que pensaban que no superaba los 140 °C, con un máximo de 260-270 °C en el centro del pistón y unos 240 °C en los bordes. La carga del pistón era de unos 4500 G, mientras la de la camisa no llegaba a 1 G, por lo que tuvieron problemas en el pistón, pero no en la camisa, con un consumo de aceite lubricante del orden de la mitad que el de un motor de válvulas convencionales, y aseguraron también que su motor no iba a precisar mantenimiento específico durante toda la vida del automóvil, aparte de bujías, agua y cambios de aceite.
Una forma inhabitual de motor de modelismo de cuatro tiempos, que usa un tipo de válvula esencialmente de camisa, es la serie RCV británica de motores para modelismo "SP", que emplean una camisa de cilindro rotatoria movida a través de un engranaje cónico en la parte inferior de dicha camisa, y lo más peculiar es que el eje de la hélice sale de lo que sería la parte superior del cilindro, en el extremo frontal del motor, obteniendo una reducción de 2:1 con respecto al cigüeñal de orientación vertical.

## Motores de vapor
La válvula de camisa ha sido ocasionalmente usada en máquinas de vapor, por ejemplo en la clase SR Leader.